# Charles de Foucauld

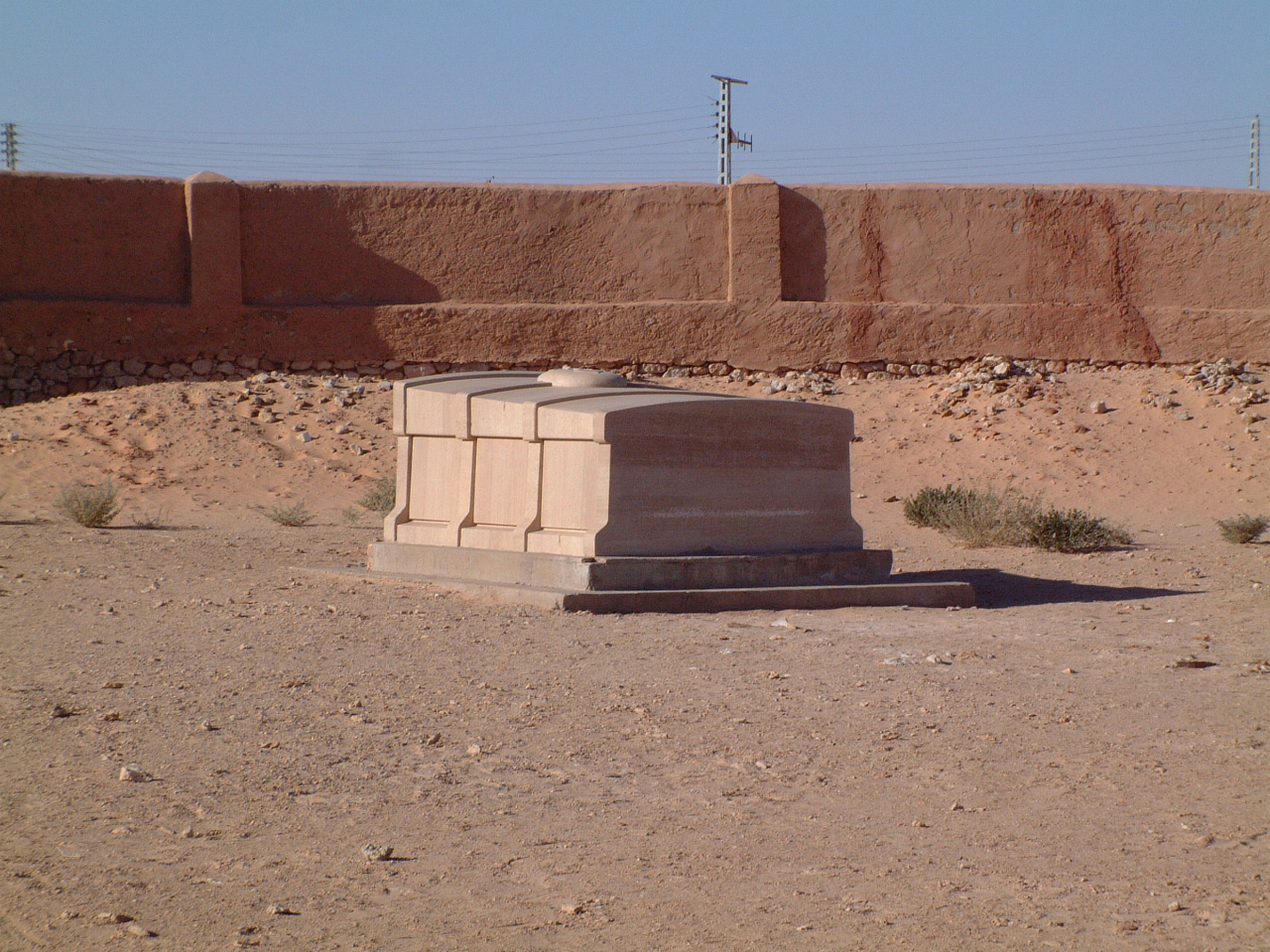
Charles de Foucaulds grav i Algeriet

Charles de Foucauld, född 15 september 1858 i Strasbourg, död 1 december 1916 i Tamanrasset, Algeriet, var en romersk-katolsk präst, eremit och ordensgrundare, helgonförklarad 2022.
Charles de Foucauld inledde 1876 sin militära karriär i den franska armén. Efter ett tämligen utsvävande och sorglöst liv upplevde han en omvändelse och blev trappistmunk. Han lämnade dock klostret och reste till Palestina, där han bosatte sig i Nasaret. Senare delade han sitt liv med tuaregerna i Sahara. Han bodde mycket enkelt och tillbringade flera timmar dagligen i bön. de Foucauld författade flera skrifter om mystik och kontemplation och inspirerade andra att nästan två decennier efter de Foucaulds död grunda två kongregationer, Jesu små bröder och systrar. Under första världskriget blev han mördad i Algeriet.
Charles de Foucauld saligförklarades av påven Benedictus XVI den 13 november 2005.
Charles de Foucauld helgonförklarades av påven Franciskus den 15 maj 2022.